# SpaceSniffer
SpaceSniffer — бесплатный анализатор дискового пространства компьютера от Uderzo Software для платформ Microsoft Windows. Он использует древовидную карту для визуализации использования диска.

## История
SpaceSniffer, разработанный Uderzo Software (управляемый Умберто Удерзо) в Италии, был впервые выпущен в 2009 году

## Особенности
SpaceSniffer поставляется в единственном выпуске, который работает на операционной платформе Windows (начиная с Windows 2000). Исполняемый файл можно просто скопировать, не требуя какого-либо другого процесса установки.
Это бесплатно для всех видов использования, но предлагаются пожертвования. Исходный код недоступен.
Примечательные особенности включают в себя:
- Древовидная карта показывает, как распределяется емкость диска.[4]
- Фильтры (на основе имени файла, возраста, размера и т. д.) позволяют пользователю сфокусировать визуализацию на интересующих файлах и папках.[4]
- Выбранные пользователем цвета могут быть связаны с различными типами файлов.[5]
- Поддерживаются альтернативные потоки данных NTFS.[5]
- использование командной строки (неграфическое, использование консоли)

## Оценка
Приложение было положительно оценено редакторами и пользователями. PCWorld завершил свой обзор, объявив его «рекомендуемым для загрузки» а Freewaregenius.com назвал его «очень хорошо сделанной программой, простой, интуитивно понятной, элегантной и очень полезной».
Рецензенты и пользователи отметили, что представление древовидной карты «иногда может быть немного громоздким» или «загроможденным и более сложным, чем необходимо», но пришли к выводу, что оно было «эффективным».

## Похожие программы
- Для Windows: WinDirStat, SequoiaView
- Для KDE: KDirStat[6][7]
- Для GTK: GdMap
- Для Mac OS X: Disk Inventory X[6][7][8]